# 值年旗
值年旗（穆麟德轉寫：aniya aliha gūsa），為清朝八旗制度驍騎營體系中掌管八旗共同事務並負責上奏皇帝、方便向各旗傳遞政令訊息之行政機關，
雍正六年（1728年）始設當月旗，八旗輪值，乾隆十六年（1751年）改稱值年旗。值年旗衙門的主管官員為值年旗大臣，共八人，值年旗下轄值年旗參領、章京、筆帖式，由值年旗大臣於各旗人員中委任，衙門中各類事務並由各大臣所屬副都統以下官員兼理。值年旗衙門位於京師地安門外雨兒胡同，正門向南，建築前後四層，共房屋四十楹。